# Belovar Zlatarski
Belovar Zlatarski es una localidad de Croacia en el municipio de Bedekovčina, condado de Krapina-Zagorje.

## Geografía
Se encuentra a una altitud de 271 m s. n. m. a 63,1 km de la capital nacional, Zagreb.

## Demografía
En el censo 2011, el total de población de la localidad fue de 102 habitantes.